# FAVO
FAVO♡（ファボ）は、かつて存在した日本の女性アイドルグループである。ベリーベリープロダクション所属。

## 概要
2019年4月7日　名前の由来はFAVORITE、いいね♡をお届けするみんなのFAVORITEを目指す、中高生5人組アイドルユニットとしてデビュー。
2019年7月28日　「＃みんなでおこそうFAVO革命」を宣言。※詳細は『歩み』参照
2020年4月7日　前日の期限までに宣言を達成できず、19日付けで解散すると発表。

## メンバー
| 氏名                         | 生年月日      | 出身地   | 血液型 | 担当   | ニックネーム |
| ---------------------------- | ------------- | -------- | ------ | ------ | ------------ |
| 石川古都 (いしかわ こと)     | 2003年6月24日 | 東京都   | A型    | Green  | こっちゃん   |
| 相川くるみ (あいかわ くるみ) | 2003年5月2日  | 東京都   | A型    | Pink   | くるみん     |
| 前野えま (まえの えま)       | 2003年6月21日 | 神奈川県 | O型    | Red    | えまちゃん   |
| 本間菜穂 (ほんま なほ)       | 2004年4月2日  | 埼玉県   | O型    | Yellow | なほ         |
| 森田愛生 (もりた あおい)     | 2003年4月6日  | 神奈川県 | B型    | Blue   | あおいん     |

## 略歴
- 2019年4月7日、東京アイドル劇場「新生ミラキャンプレオープン 公演～本間菜穂・森田愛生　生誕祭～」にて新ユニットFAVO♡ (ファボ♡)お披露目[3]。
- 2019年7月28日、「＃みんなでおこそうFAVO革命」との合言葉で、2020年4月6日までにメンバーとグループの公式Twitter・Instagram・Youtubeのフォロワーの合計が5万人を達成したらワンマンライブ、達成しなかったら解散することを宣言[4]。
- 2020年4月6日、合計約47000人のSNSフォロワーを集めるも目標の5万人には及ばず[5]、翌日未明に公約通り同月19日付けで解散することを発表[2]。
- 2020年4月8日、新型コロナウイルス感染症による政府の緊急事態宣言発令により、同月19日に新宿アルタにて開催予定だった解散ライブ「運命のライブ」の中止が発表される[6]。
- 2020年4月19日、解散。

## 楽曲
- 「私はヒロインだっ！」作詞・作曲：MAMIYO